# Sōko Yamaoka
Sōko Yamaoka (in giapponese 山岡 聡子, Yamaoka Sōko?; Nagano, 29 maggio 1974) è un'ex snowboarder giapponese.

## Biografia
Specializzata nell'halfpipe e attiva in gare FIS dal dicembre 2000, la Yamaoka ha debuttato in Coppa del Mondo il 3 marzo 2002 giungendo 6ª a Sapporo. Il 1º dicembre 2002 ha ottenuto il suo primo podio, nonché la sua prima vittoria, imponendosi a Laax. Nella stagione 2003-2004 ha vinto la Coppa del Mondo di disciplina.
In carriera ha preso parte due a rassegne olimpiche e a quattro iridate, vincendo l'argento nel 2007.

## Palmarès

### Mondiali
- 1 medaglia:
  - 1 argento (halfpipe ad Arosa 2007)

### Winter X Games
- 1 medaglia:
  - 1 bronzo (superpipe ad Aspen 2006)

### Coppa del Mondo
- Vincitrice della Coppa del Mondo di halfpipe nel 2004
- Miglior piazzamento nella Coppa del Mondo generale di freestyle: 20ª nel 2007
- 16 podi:
  - 6 vittorie
  - 6 secondi posti
  - 4 terzi posti

#### Coppa del Mondo - vittorie
| Data             | Luogo       | Paese       | Disciplina |
| ---------------- | ----------- | ----------- | ---------- |
| 1º dicembre 2002 | Laax        | Svizzera    | HP         |
| 20 dicembre 2003 | Stoneham    | Canada      | HP         |
| 24 gennaio 2004  | Kreischberg | Austria     | HP         |
| 5 marzo 2005     | Lake Placid | Stati Uniti | HP         |
| 11 dicembre 2005 | Whistler    | Canada      | HP         |
| 20 febbraio 2009 | Stoneham    | Canada      | HP         |

Legenda:

HP = Halfpipe